# Alexandre Moos
Alexandre Moos (Sierre, Valais, 22 de desembre de 1972) és un ciclista suís, ja retirat, que fou professional entre 1996 i 2010. De la seva carrera esportiva destaca el Campionat de Suïssa en ruta de 2002, així com una etapa al Tour de Romandia de 2004. També competí en ciclocròs i BTT, retirant-se definitivament el 2012.

## Palmarès en ruta
- 2001
  - 1r al Giro del Mendrisiotto
- 2002
  -  Campió de Suïssa en ruta
  - Vencedor d'una etapa a la Volta a Suïssa
- 2004
  - Vencedor d'una etapa al Tour de Romandia
- 2005
  - 1r al Gran Premi del cantó d'Argòvia
- 2011
  -  Campió de Suïssa de muntanya

### Resultats al Tour de França
- 2005. 42è de la classificació general
- 2006. 97è de la classificació general

### Resultats al Giro d'Itàlia
- 1997. 72è de la classificació general
- 2002. 51è de la classificació general
- 2004. 27è de la classificació general

### Resultats a la Volta a Espanya
- 1998. Abandona

## Palmarès en BTT
- 2009
  -  Campió de Suïssa de BTT
  - 1r a la Grand Raid
- 2012
  - 1r a la Grand Raid